# Leptotrichum oldfieldii
Leptotrichum oldfieldii là một loài rêu trong họ Ditrichaceae. Loài này được Mitt. Mitt. mô tả khoa học đầu tiên năm 1859.